# Paarse pelargoniumgordijnzwam
De paarse pelargoniumgordijnzwam (Cortinarius paleifer) is een schimmel die behoort tot de familie Cortinariaceae. Hij vormt ectomycorrhiza meestal bij eik (Quercus), maar soms ook bij berk (Betula) en els (Alnus) in loofbossen, struwelen en langs lanen op droog tot vochtig zand of leem.

## Kenmerken
Hoed
De hoed is spits, donker violetbruin, geheel bedekt met kleine witte schubjes. De hoed heeft een diameter van 10 tot 40 mm.
Steel
De steel is paars met een wit ringetje met daaronder witte velumvlokjes in gordeltjes gerangschikt.
Lamellen
De lamellen hebben een paarse tint.
Geur
Deze zwam ruikt naar citroengeranium.
Sporen
De sporen zijn kaneelbruin.

## Verspreiding
In Nederland komt de paarse pelargoniumgordijnzwam algemeen voor. Hij staat niet op de rode lijst en hij is niet bedreigd.

## Naam
De naam Cortinarius paleifer wordt erkend door Verspreidingsatlas, Nederlands Soortenregister, en Mycobank maar niet door Index Fungorum en iNaturalist die het als synoniem zien van Cortinarius flexipes. De Ecologische Atlas van Paddenstoelen in Drenthe meldt juist dat de Cortinarius atrocoeruleus, Cortinarius flexipes en Cortinarius sertipes aan de hand van moleculair onderzoek zijn samengevoegd tot de siersteelgordijnzwam (Cortinarius decipiens).

## Foto's

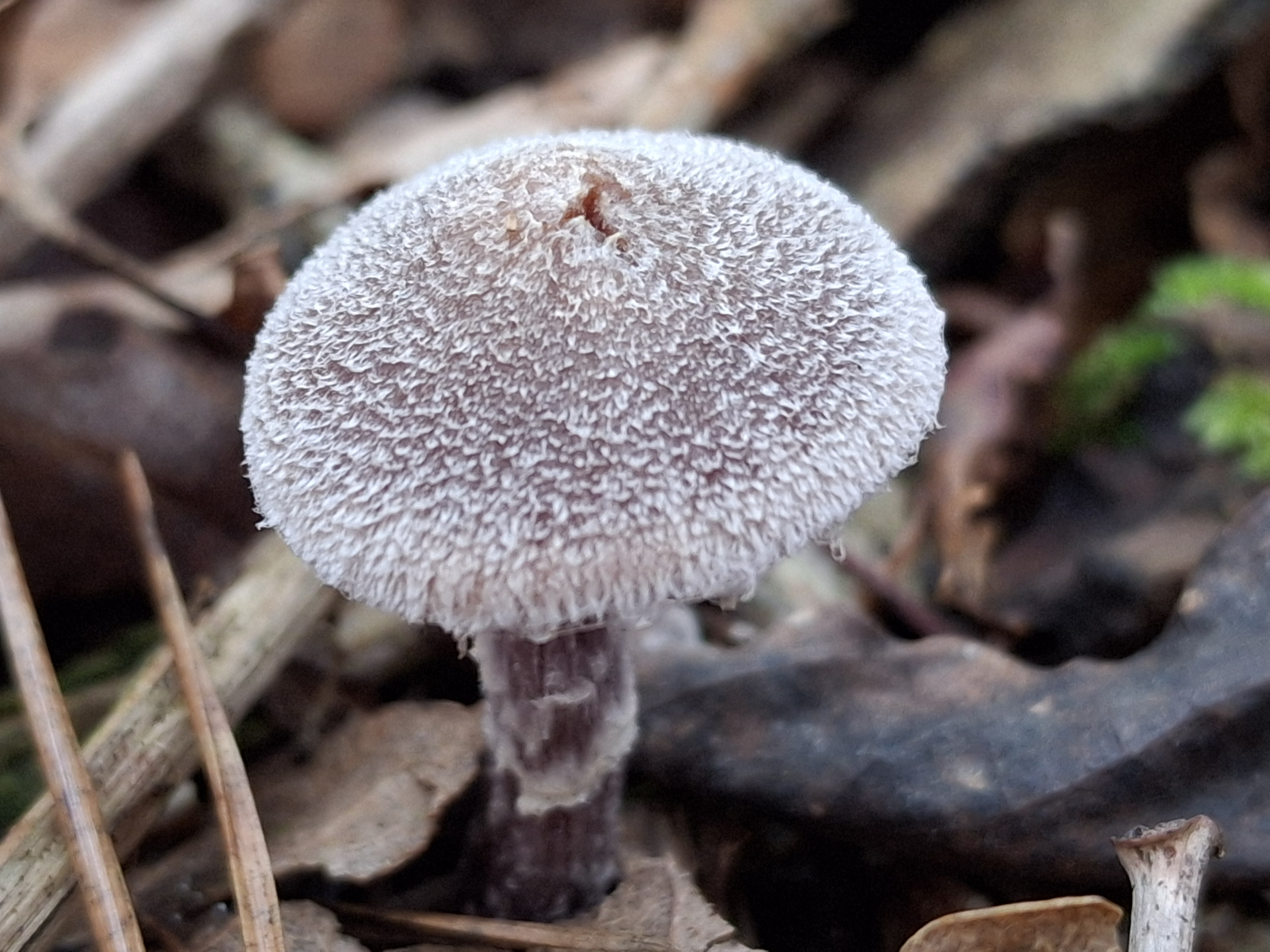
Paarse pelargoniumgordijnzwam